# Dolichopus shantaricus
Dolichopus shantaricus är en tvåvingeart som beskrevs av Stackelberg 1933. Dolichopus shantaricus ingår i släktet Dolichopus och familjen styltflugor. Inga underarter finns listade i Catalogue of Life.